# Milan Kocmánek
Milan Kocmánek (* 1964 Třebíč), je český humorista, kreslíř, ilustrátor a pedagog.

## Životopis

### Raný život a vzdělání
Narodil se v Třebíči a vyrůstal v Moravských Budějovicích. Vystudoval Pedagogickou fakultu na Masarykově univerzitě v Brně. Následně zahájil svou učitelskou kariéru na Masarykově základní škole v Lanžhotě.

### Kariéra
První kreslený vtip publikoval v roce 1982 v časopise Dikobraz. Pro časopisy a noviny ale začal pravidelně publikovat později, přibližně od roku 1990, kdy se stal pravidelným přispěvatelem časopisu Trnky Brnky. Pod hlavičkou stejnojmenného vydavatelství publikoval také svou první knihu kresleného humoru s názvem "Něco na zahřátí."
V průběhu své kariéry publikoval pro nejrůznější časopisy, či noviny, jako například Nový život, Mladá fronta, Vyškeřák, Sondy, Tapír nebo Týdeník Školství (DIictum, Praha).
Na svém kontě má přes 11 souborných publikací kreslených vtipů. Své knihy často skládá jako soubory tematických vtipů, např. o vinařích, myslivcích, vtipy o filmech aj. Je autorem ilustrací Chodských pohádek (Carpe diem, Brumovice 2005 a 2009).
Jako ilustrátor, autor námětů historek a sběratel lanžhotského nářečí se podílel na publikaci Zaručeně první lanžhotsko-český slovník se svým bývalým kolegou Leopoldem Králíkem (Knihovnicka.cz, Brno 2019). Úspěšná kniha ilustrující historky a zážitky z více než 20leté praxe lanžhotských pedagogů se dočkala i druhého dílu s název Bez záruky druhý lanžhotsko-český slovník (Carpe diem, Brumovice 2023).
V roce 2017 se stal spoluautorem kritické publikace Cesta do hlubin českého školství ve spolupráci s Václavem Klausem ml. (Jonathan Livingstone, Praha 2017).
Pravidelně také pořádá výstavy svých vtipů po celé republice, např. v Moravských Budějovicích, Břeclavi, Znojmě i Lanžhotě, Sobotce. Jeho vtipy jsou pravidelnou součástí výstavy v rámci Mezinárodního festivalu kresleného humoru Zlatý tapír, kde byl v roce 2021 také v roli porotce společně s Miroslavem Adamcem, Jiřím Werichem Petráškem, Jaroslavem Kopeckým, Ivo Šmoldasem, Mirkem Vostrým a Kryštofem Bernátem.
Je autorem lanžhotského obecního znaku, který podle nejstarší dochované obecní pečeti překreslil v roce 1995.

### Styl a inspirace
Ke kreslení ho přivedli dědeček a strýc, který pracoval v papírnách v Přibyslavicích. Ve své tvorbě se inspiruje především tradičními českými velikány kresleného humoru, jakými byl např. Jiří-Winter Neprakta, Vladimír Renčín nebo Jiří Slíva.
V jeho vtipech se zrcadlí místo, ve kterém žije. Tvoří postavičky vinařů, rybářů, myslivců a zahrádkářů. Inspirací je mu často i každodenní život v Lanžhotě, kde žije. Nevyhýbá se ani občasným politickým glosám, jemnému erotickému nebo černému humoru. Specifickou částí jeho tvorby je glosování dění v českém školství. Za svou kariéru má na kontě více než 1200 vtipů, které reagují na různé legislativní a provozní změny v českém školství.
Jeho typickou postavičkou je stařík oplývající lidovou moudrostí, na hlavě zmijovka, na nohou často gumáky, v ruce vidle, ale oblečen do značkového trička s nápisem "Jak Puma" - Puma po vzoru známé značky oblečení a Jak, které má reprezentovat častý pohyb postavičky v jihomoravských vinných sklípcích. Poprvé se tato postavička v jeho vtipech objevila v roce 1992.
Dodnes kreslí jako jeden z mála autorů kreslených vtipů všechno ručně. Obrysy vtipů kreslí fixou, výkres naskenuje a následně ručně vybarví. Rád do vtipů kromě toho centrálního vkládá ještě další vedlejší, nebo skryté vtípky.

### Význam a vliv
Je zaznamenám v České knize rekordů jako účastník akce Vtip nakreslený na maketu lahve nejvíce autory, v rámci kterého 31 karikaturistů nakreslilo společný vtip na plochu cca 4,2 m².
Postavička "Jak Puma" byla mnohokrát ilegálně použita jako podklad pro různé dárkové předměty, trička, hrnky apod.
Dostal se mezi řadu osobností, jejichž ruka je obtisknuta na chodníku slávy v legendární lanžhotské Hospodě u Bartošů, známé z pořadů TV Šlágr.

## Publikace[2]

### Knižní a souborné publikace
- Něco na zahřátí (Trnky-Brnky, Vizovice 1994)
- Zas jak Puma (Trnky-Brnky, Vizovice 1997)
- Vyvalte dudy! (Trnky-Brnky, Vizovice 2000)
- Pod plnou parou vpřed!! (Trnky-Brnky, Vizovice 2003)
- Vonásek k tabuli! (spoluautor L. Králík, souborná vydání kreseb z Týdeníku Školství, Dictum, Praha 1995 – 2015)
- Ve víně je sranda (Carpe diem, Brumovice 2007, 2017)
- Sranda z lesů, vod a strání (Carpe diem, Brumovice 2009)
- A tak my tady žijem (Carpe diem, Brumovice 2012)
- Jak přežít Vánoce (Jonathan Livingston, Praha 2019)
- O škole převážně vesele (Jonathan Livingston, Praha 2020)
- Vysmátá kamera (Carpe diem, Brumovice 2023)

### Knižní ilustrace
- Chodské pohádky (Carpe diem, Brumovice 2005)
- Chodské pohádky 2 (Carpe diem, Brumovice 2009)
- Zaručeně první lanžhotsko-český slovník (Knihovnicka.cz, Brno 2019)
- Bílý balet z Podluží – 100 let fotbalu v Lanžhotě (Malovaný kraj, Břeclav 2022)
- Bez záruky druhý lanžhotsko-český slovník (Carpe diem, Brumovice 2023)

### Ilustrace a spoluautorství na obsahu knihy
- Cesta do hlubin českého školství (spoluautor V. Klaus ml., Jonathan Livingston, Praha 2017)

## Osobní život
Žije v Lanžhotě, kde je stále aktivním pedagogem na zdejší Masarykově základní škole. Je ženatý a má dva syny.